# Monte Santa Maria Tiberina
Monte Santa Maria Tiberina är en ort och kommun i provinsen Perugia i regionen Umbrien i Italien. Kommunen hade 1 156 invånare (2018).